# كريستوفر جونز (سباح)
كريستوفر جونز (بالإنجليزية: Christopher Jones)‏ (و. 1886 – 1937 م) هو سباح من المملكة المتحدة، وويلز، شارك في الألعاب الأولمبية الصيفية 1920، توفي عن عمر يناهز 51 عاماً.

## روابط خارجية
- كريستوفر جونز على موقع اللجنة الأولمبية الدولية (الإنجليزية)
- كريستوفر جونز على موقع أوليمبيديا (الإنجليزية)
- كريستوفر جونز على موقع اللجنة الأولمبية البريطانية (الإنجليزية)